# توماس السائح
الأنبا توماس السائح، قديس مصري مسيحي، ولد من أبوين مسيحيين.

## تاريخ

### مكان الإقامة
عرف المكان الذي عاش فيه الأنبا توماس السائح في حدود أكثر من قرية حسب التوزيع الجغرافي والإداري على مر العصور والازمنة. فمنها جبل شنشيف أو ناحية ساقلته أو سقلاق أو عرب بني واصل وأخيرا الصوامعة الشرقية. وكلها قرى وتوابع كانت ومازالت منذ القدم تقع في منطقة أخميم. وعلى ذلك ينسب الانبا توماس إلى إحداها وهي جبل شنشيف، والتي تعرف الآن بعرب بني واصل مركز ساقلته محافظه سوهاج.

### الفترة التي عاش فيها
ولد الأنبا توماس السائح وعاش سنوات شبابه في الفترة التي كان فيها البابا أثناسيوس الرسولى جالساً على عرش مارمرقس. وقد تنيح الأنبا توماس في عام 452 ميلادية. إذا كان الأنبا شنودة رئيس المتوحدين قد تنيح عن عمر يناهز 120 عام، فإن المراجع المتوافرة حتى الآن لم توضح السنة التي ولد فيها الانبا توماس، إلا أنه من الواضح أنه عاش حياة تزيد عن مائة عام ولا تتعدي المائة والثلاثون. كما أنه عاصر الكثير من البطاركة مثل:
- البابا الأنبا أثناسيوس الرسولي
- البابا الأنبا بطرس الثاني
- البابا الأنبا تيموثاوس
- البابا الأنبا ثاؤفيلس
- البابا الأنبا كيرلس الأول
- البابا الأنبا ديسقورس

وعاصر العديد من المجامع المسكونية مثل:
- مجمع نيقية
- مجمع القسطنطينية
- مجمع أفسس

## اديرة وكنائس تحمل اسمه

### دير القديس الأنبا توماس السائح الأثري بسوهاج
يقع الدير عند سفح الجبل الشرقي عند التقاء خطي عرض 56° 40' 30'' وطول 30° 41' 31'' علي مسافة 16 كيلو متر شمال مدينة أخميم.

### دير القديس الأنبا توماس السائح بالخطاطبة
يقع الدير بالخطاطبة، في يوم 25 مايو 2007 اعتراف المجمع المقدس بالدير وذلك بحضور 85 عضو من أحبار الكنيسة برئاسة البابا شنودة الثالث، وفي في يوم 3 يونيو 2021 قام البابا تواضروس الثاني بتدشين كاتدرائية الدير والتي تحتوى على 3 مذابح، حيث تم تدشين المذبح الرئيسي على اسم الأنبا توماس السائح، والمذبح البحري على اسم الشهيد مار بقطر، والمذبح القبلي على اسم البطريرك ساويرس الأنطاكي.

## الوفاة
توفي الانبا توماس في اليوم السابع والعشرون من شهر بشنس سنة 168 للشهداء، الموافق 4 يونيو 452 ميلادية تقريبا.